# Вознесенка (Баганский район)
Вознесе́нка — село в Баганском районе Новосибирской области. Входит в состав Лозовского сельсовета.

## География
Площадь села — 87 гектаров. 

## Население
| 1976 | 1995 | 2002 | 2007 | 2010 |
| ---- | ---- | ---- | ---- | ---- |
| 386  | ↗602 | ↗705 | ↗765 | ↘727 |

## Инфраструктура
В селе по данным на 2006 год функционируют 1 учреждение здравоохранения, 1 образовательное учреждение.